# イタリア植民地帝国

イタリア植民地帝国
Impero coloniale italiano (イタリア語)

  イタリア本国  植民地
  保護領および第二次大戦中の占領地域

イタリア植民地帝国（イタリアしょくみんちていこく、イタリア語: Impero coloniale italiano / colonialismo italiano、英語: Italian colonial empire）とは、1936年から1943年の間にイタリア帝国（Impero italiano）として知られ、イタリア王国（1946年以降はイタリア共和国）の植民地、租借地、保護国および信託統治領から構成されていた植民地帝国である。

## 概要
その起源は、1869年にスエズ運河の航行が可能になった際、石炭基地の設立を目的としたイタリアの海運会社による紅海のアッサブ湾購入にさかのぼる。これは1882年のイタリア政府に引き継がれ、同国初の海外領土となった。
その後の20年間でアフリカでのヨーロッパ諸国による買収ペースが増加し、いわゆる「アフリカ分割」を引き起こした。1914年からの第一次世界大戦までには、イタリアはアフリカの紅海沿岸にあるエリトリア（イタリア領エリトリア）、 保護領を経て植民地となったソマリア（イタリア領ソマリランド）、そして後にリビアとして統一される元オスマン帝国領のトリポリタニア（イタリア領トリポリタニア）とキレナイカ（イタリア領キレナイカ、伊土戦争後に獲得）へと版図を広げた。
アフリカ以外では、トルコ沖のドデカネス諸島（イタリア領エーゲ海諸島、伊土戦争後に獲得）と清王朝の天津租界（イタリアの天津租界、義和団事件後に獲得）を領有していた。第一次世界大戦中のイタリアはアルバニア南部を占領してオーストリア＝ハンガリー帝国の手に渡ることを防ぎ、1917年からヴロラ戦争が1920年に起きるまでの間にはそこへイタリア保護領アルバニア (1917-1920)を成立させた。1922年にベニート・ムッソリーニとともに政権を握ったファシスト党は、帝国の規模を拡大して領土回復主義者の要求（未回収のイタリア）を満たそうとした。
1935年からの第二次エチオピア戦争においてもイタリアは勝利し、新たに征服したイタリア領エチオピアは旧東アフリカ植民地と併合されてイタリア領東アフリカとなった。1939年にはアルバニアへ侵攻して帝国内に組み込み、その5ヵ月後に勃発した第二次世界大戦中にはイギリス領ソマリランド、フランス南部、エジプト王国西部、そしてギリシャ王国の大部分を獲得した。しかし1943年までには、これらの征服地とエチオピアを含むアフリカの植民地は侵攻してきた連合軍に奪回され、1947年の対伊講和条約にて、イタリアはすべての植民地における主権を放棄させられた。1950年になると、国際連合の監視下でイタリア信託統治領ソマリアの管理が許諾され、その後1960年に統治領がソマリア連邦共和国として独立したことで、イタリアの約80年間にわたる植民地帝国としての歴史に幕を閉じた。

## 歴史

### 帝国形成への始動
19世紀から20世紀にかけてのイタリアは他のヨーロッパ列強と植民地拡大を競い、我らが海（Mare Nostrum）の概念を再興させてファシズム帝国が繁栄するために最適な空間を生み出した。しかし、イタリアが植民地競争に遅れをとっていたことや、国際情勢における相対的な弱さのため、その帝国建設はイタリアに対するイギリス、フランス、ドイツなど他国の黙認に依存していた。
イタリアは長い間、イタリア系チュニジア人の大きなコミュニティがあったオスマン帝国の属領チュニジアを自国の経済的影響圏であると考えていたが、イギリスとドイツがチュニジアを北アフリカの植民地に加えるようフランスに働きかけたことが明らかとなった1879年まで、それを併合することは検討していなかった。土壇場でチュニジアをイタリアとフランスで共有するという提案をするも拒否され、ドイツからの支持に自信のあったフランスはフランス領アルジェリアから派兵し、1881年5月のバルドー条約によりフランス保護領チュニジアを樹立した。イタリアの報道機関が言及した「チュニジアの爆弾」の衝撃と、ヨーロッパ内における孤立感から、イタリアは1882年にドイツ帝国およびオーストリア＝ハンガリー帝国との三国同盟に署名するに至った。
イタリアによる植民地の追求は1886年2月まで続き、イギリスとの秘密協定によって、崩壊しつつあったエジプト副王領（Khedivate of Egypt）から紅海に面したエリトリアのマッサワ港を奪取し併合した。マッサワ併合がエチオピア帝国の海への出口を塞ぎ、フランス領ソマリランドの拡大を阻止した と同時に、イタリアはアフリカの角の南部地域を占領してイタリア領ソマリランドを形成した。しかし、イタリアはエチオピアそのものを切望しており、当時のイタリア首相アゴスティーノ・デプレティスは1887年に侵攻を命じてエリトリア戦争を引き起こすも、ドガリの戦いにて500人の戦死者を出した後に中断された。デプレティスの後継者となったフランチェスコ・クリスピは、即位したばかりの皇帝メネリク2世との間で1889年のウッチャリ条約に調印した。この条約は、イタリア領エリトリア植民地を形成するためにマッサワ周辺のエチオピア領をイタリアに割譲することを定めており、少なくとも条約文のイタリア語版によると、エチオピアはイタリアの保護国とされた。その後両国関係は悪化し、クリスピが侵攻を命じた1895年に第一次エチオピア戦争が勃発したが、イタリア側は多勢に無勢であり装備も貧弱だった 結果、1896年のアドワの戦いにてエチオピア軍に対する決定的敗北を喫した。この時のエチオピア側はロシア帝国の顧問団と装備、およびロシア人義勇兵部隊によって支援されていた。戦死者はイタリア人4,133人を含む6,889人だった一方、エチオピア軍は少なくとも4,000人の死者と10,000人の負傷者を数えた。イタリア人、エリトリア人、ソマリア人の死者数は、疾患によるものも含めておよそ9,000人と推定された。
1898年初頭、清王朝において列強が威海衛租借地（英）、広州湾租借地（仏）、膠州湾租借地（独）などを獲得したことを受け、イタリア政府は国威発揚と列強としての地位を主張するうえで石炭補給基地とするために三門湾の割譲を求めた。しかし清政府は、イタリアの海軍力がアジア海域での需要を充分に支えられていないことを認識しており、最後通牒をはじめとする一連の要請を拒否し、イタリアには中国での政治的・経済的実益がないと主張した。イタリアの主要各紙が自国を「三流あるいは四流国のように」思わせたこの国民的屈辱は、イタリア政府を失墜させた。その後義和団の乱の際、北京での外征にイタリアが八カ国連合軍として参加し、アジアで唯一の前哨地となった天津において1901年に租界を獲得したことによって、この失態はある程度緩和された。租界は天津のイタリア領事により管理された。
20世紀初頭にイタリアを席巻したナショナリズムの高揚は、帝国の拡大に圧力をかけたイタリア・ナショナリスト協会の設立につながった。新聞紙のトピックは、前世紀末にエチオピアで受けた屈辱への復讐やローマ帝国時代へのノスタルジアで埋め尽くされており、リビアについては旧ローマの属州として、南イタリアの人口増加問題の解決策をもたらすために「取り戻される」べきだと提案された。英仏により北アフリカから完全に排除されることを恐れ、世論に配慮したジョヴァンニ・ジョリッティ首相は、1911年10月に当時のリビアを内包していたオスマン帝国へ宣戦布告し、伊土戦争が勃発した。これに勝利したイタリアはリビア とドデカネス諸島を獲得する結果となった。1911〜12年のこの砂漠戦争の際立った特徴は、軍事史における装甲戦闘車両と大規模な空軍力が最初に運用されたことであった。また、この戦争中には9機のイタリア機が戦闘任務と支援任務の両方に参加し、史上初のパイロットの戦死は偵察中に搭乗機が墜落したことで起きた。

### 第一次世界大戦とその後
1915年、イタリアは第一次世界大戦において協商国としての参戦に同意した。その見返りとして、ロンドン秘密協定にてヨーロッパでの領土が保証され、英仏がドイツのアフリカ領を獲得した場合にはアフリカでの領土が保証された。
大戦に直接介入する前の1914年12月、イタリアはアルバニア公国のヴロラ港を、 1916年の秋には南アルバニアを占領した。1916年のイタリア軍はアルバニアの非正規兵を徴用してイタリア兵と合同で任務を与えており、同年8月23日には連合軍司令部の許可を得て北エピルスを占拠し、中立の立場だったギリシャの占領軍をそこから撤退させた。1917年6月、イタリアは中央および南アルバニアを保護国とする宣言を出す一方、北部はセルビア王国とモンテネグロ王国の州として割り当てられた。1918年10月31日までには、イタリアとフランスはアルバニアからのオーストリア・ハンガリー軍の駆逐に成功した。しかし1920年、イタリアの支配に反発したヴロラ戦争によって、イタリアはサザン島を除く占領地をアルバニアに返還することに同意した。
ダルマチアは大戦中、イタリア・セルビア両国がオーストリア＝ハンガリー帝国から獲得しようとした戦略的地域であり、ロンドン秘密協定は、イタリアが連合国側に参加するのと引き換えに、ダルマチアの大部分を併合する権利をイタリアに保証したものであった。 1918年の11月5日から6日には、イタリア軍がヴィス島やシベニク、ラストヴォなどその他のダルマチア沿岸に到達したと報告された。11月中の終戦までに、イタリア軍はロンドン秘密協定によって保証されていたダルマチアの地域を支配下に入れ、11月17日にはリエカも占領した。この年にはエンリコ・ミロ提督がイタリアのダルマチア州知事を自ら宣言した。
しかし、1919年に締結されたヴェルサイユ条約において、イタリアはロンドン秘密協定にて約束された領土以外は何も獲得できなかった。1920年4月、イタリアとイギリスの外相間でジュバランドをイタリアの補償地とすることが合意されたが、イギリスは数年間この取り決めを留保し、イタリアにドデカネス諸島をギリシャへ割譲させるための影響力として利用しようとした。

### ファシズムとイタリア帝国

イタリア植民地帝国の最大版図。赤色は本国と植民地および保護国、桃色は戦時中に奪取した地域。

1922年、イタリアのファシズム運動の指導者であったベニート・ムッソリーニがローマ進軍の後に首相に就任し、1923年のローザンヌ条約にてドデカネスの主権問題を解決した。この条約は、オスマン帝国の後継国家であるトルコへの支払いの見返りに、元オスマン帝国領であったリビアとドデカネス諸島に対するイタリア統治を正式なものとしたが、イギリス委任統治領メソポタミア（現在のイラク）をイギリスから引き出すことには失敗した。
ローザンヌ条約を批准した翌月、ムッソリーニはコルフ島事件を受けてギリシャ王国のコルフ島侵攻を命じたが、イタリアメディアはかつてコルフ島が400年間ヴェネツィア共和国の領土であったこと（ヴェネツィア共和国領イオニア諸島）を指摘して、この動きを支持した。この問題はギリシャによって国際連盟に持ち込まれ、そこでムッソリーニはギリシャからの賠償金と引き換えにイタリア軍を撤退させるようイギリスの説得を受けた。この対立の結果、イタリアとイギリスは1924年にジュバランド問題を解決するに至り、後にイタリア領ソマリランドへ合併された。
1920年代後半には、ムッソリーニの演説において帝国の拡大がますます好まれるテーマとなった。ムッソリーニの目的は、イタリアが地中海の支配的勢力となり、英仏両大国に挑戦して大西洋やインド洋に進出することであった。彼は、イタリアが国家主権を確保するためには、世界の海洋と航路への争いのない自由なアクセスが必要だと主張した。これに関しては、1939年に作成された文書『海洋への行軍（The March to the Oceans）』に詳述されており、ファシズム大評議会の議事録にも記されている。この文書では、海洋の位置が国家の独立を決定づけ、公海へ自由にアクセスできる国々は独立している一方、アクセス性を欠く国家は独立国ではないと断言されている。英仏の黙認なしに内海（地中海）にしかアクセスできなかったイタリアは「半独立国家」にすぎず、「地中海の囚人」であると表現されていた。
"コルシカ島、チュニジア、マルタ、そしてキプロス島はこの監獄の鉄格子であり、番兵はジブラルタルとスエズだ。コルシカ島はイタリアの心臓部に、チュニジアはシチリア島に向けられた銃である。マルタとキプロス島は地中海の東部と西部における、我々のすべての立場に対する脅威を構成する。ギリシャ、トルコ、エジプトは大英帝国との鎖を結び、イタリアの政治的・軍事的包囲網をいつでも完成できる。ゆえに、その3ヵ国はイタリアの拡大にとって死活的な敵と見なされねばならない... アルバニアを除くヨーロッパの領土性質の大陸目標を持てず、そして持たぬイタリアの政策方針は、何よりもまずこの監獄の柵を破ることにある... ひとたびそれを壊せば、イタリアの政策はただひとつのモットーを持ちうる ──海への行軍だ。"—ベニート・ムッソリーニ、The March to the Oceans
1932年と1935年には、イタリアは元ドイツ保護領カメルーンの委任統治と、イタリアのドイツに対する支援の見返りにフランスからエチオピアへの自由な介入を要求した（ストレーザ戦線）。これについてはフランス首相エドゥアール・エリオにより拒否されたが、彼はドイツ復活の可能性を大して憂慮していなかった。1935年、アビシニア危機の対応に失敗したことで第二次エチオピア戦争が勃発し、イタリア人2,313人、エリトリア人1,086人、ソマリア人とリビア人507人、そしてイタリア人労働者453人、計4,359人と引き換えにイタリアはエチオピアを併合し、エリトリアならびにソマリランドと併せてイタリア領東アフリカが成立した。エチオピア側の軍人および民間人犠牲者の多くはイタリアの爆弾やマスタードガスによるものであり、総死者は約275,000人に上ると推定された。敗戦後、エチオピア皇帝のハイレ・セラシエ1世は一時ロンドンへ亡命した。
1920年代から1930年代にかけては、スペインに対するイタリアの姿勢が変化していった。1920年代は、当時のボルボン朝スペインを支配していたミゲル・プリモ・デ・リベラの親仏外交が原因で、イタリアとスペインは深い敵対関係にあった。1926年になると、ムッソリーニはフランセスク・マシアが主導したスペイン政府に対するカタルーニャ州分離独立運動を支援し始めた。スペインは1931年に第二共和政へ移行したが、王政に代わる左派共和政権の伸長に伴い、スペインでは共和政府打倒を目指す王政派とファシストによるイタリアへの働きかけが繰り返され、親伊政権樹立のためにイタリア側は彼らの支援に同意した。一方1936年7月、スペイン内戦時におけるナショナリスト派のフランシスコ・フランコは、与党共和党派に対するイタリアの支援を求め、イタリアが支援した場合には「将来の西伊関係は友好的以上のもの」になり、「将来のスペイン政治において、イタリア政府の影響力がドイツ政府のそれに打ち勝つのを可能にするだろう」と保証した。イタリアは、スペイン東部沖に浮かぶバレアレス諸島を占拠しスペインに従属国を成立させる意図で内戦に介入した。イタリアが同諸島の支配を求めたのは、フランスとその北アフリカ植民地との間、および英領ジブラルタルとマルタとの間の連絡網分断を可能にした、その戦略的位置にあった。フランコとナショナリスト派が勝利した後には、イタリアがスペインへ圧力をかけてバレアレス諸島占領を認めさせようとしていることが連合軍の情報機関に伝えられた。
イギリスが1938年に英伊中立条約に署名した後、ムッソリーニと外相のガレアッツォ・チャーノは、特にジブチ、チュニジアおよびフランスが運営するスエズ運河について、フランス側による地中海での譲歩に関する要求を発表した。その3週間後には、ムッソリーニはチャーノに対しアルバニア王国買収を要求する用意があると語った。彼は、イタリアが大西洋からインド洋までアフリカの連続した植民地を獲得し、1000万人のイタリア人がそこに定住していなければ「楽に呼吸する」ことはできないとも公言した。イタリアは同年にスエズ運河での勢力圏を要求し、特にフランスが所有するスエズ運河会社に対してその取締役会へイタリア代表の受け入れを求めた。フランスのスエズ運河独占に反対していたのは、フランスが有する運河会社の下では、イタリア領東アフリカへ往来するイタリア業者が運河へ入る際に必ず通航料を支払わなければならなかったためである。
1939年4月、イタリアはアルバニアへ侵攻および占領してその植民地帝国の一部とし、サヴォイア家の下の同君連合とした。今日のアルバニアは初期ローマ帝国の一部であり、北イタリアがローマに占領される前から存在していたが、イタリアはアルバニア指導者との強い結び付きを維持し、自らの勢力圏内にあるという強い認識を持っていたにもかかわらず、そこには長い間アルバニア人が居住していた。ムッソリーニは単に、ドイツによる第一共和政オーストリアへのアンシュルスやチェコスロバキア解体に相当するような、より小さな隣国に対する華々しい成功を望んでいたとされる。イタリア国王ヴィットーリオ・エマヌエーレ3世はアルバニア王位を継承し、イタリア保護領アルバニアにてシェフケト・ベイ・ヴェルラツィ政権下のファシスト政府が樹立された。
5月22日になるとナチス・ドイツとの間で鋼鉄協約が結ばれて両国間に正式な軍事同盟が発足し、遅れて翌年の9月に大日本帝国が加わることで日独伊三国同盟が成立した。

### 第二次世界大戦

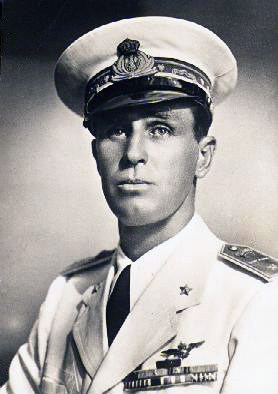
アオスタ公アメデーオはアンバ・アラギの戦いにてイタリア軍を指揮した。

ムッソリーニはイタリアの領土拡大計画上、アドルフ・ヒトラーと共に枢軸国として第二次世界大戦に参戦した。彼はその計画にて西ユーゴスラビア、南フランス、コルシカ島、マルタ、チュニジア、アルジェリアの一部、モロッコの大西洋の港、仏領ソマリランド、英領エジプトとスーダンなどを構想していた。
1940年6月10日、前年の9月からドイツと交戦していた英仏に対し、ムッソリーニ率いるイタリアは宣戦布告した。1940年7月にはチャーノ外相が、コルシカ島・ニース・マルタの併合、チュニジアの保護領とアルジェリアの緩衝地帯、イタリアの軍事プレゼンスによる独立とレバノン・パレスチナ・シリア・トランスヨルダンの基地ならびにそれらの地域における石油会社の収用、アデン・ペリム島・ソコトラ島の軍事占領、イタリアに与えられたコルフ島・チャメリアと引き換えにギリシャに与えられたキプロス島を含む、イタリアの要求に関する文書をヒトラーに提示した。また、英領ソマリランド、ジブチ、チャドまでのフランス領赤道アフリカなどの領土も含まれていたほか、チャーノは会談にてイタリアがケニアとウガンダも望んでいると付け加えた。ヒトラーは特にコメントすることもなくその文書を承認した。
バルカン半島においては、イタリアはダルマチアでの権利を主張し、アルバニア、スロベニア、クロアチア、ボスニア・ヘルツェゴビナ、ヴァルダル・マケドニアそしてギリシャに対し、これらの地域における古代ローマ支配の先例に基づいて野心を抱いた。ダルマチアとスロベニアはイタリアへ直接併合された一方、その他のバルカン諸国は従属国となった。
1940年10月、ムッソリーニはアルバニアからの進軍を命じギリシャ・イタリア戦争が勃発したが、この作戦は当初成功せずに膠着していた。1941年4月になると、ドイツ国防軍がユーゴスラビア侵攻の開始とほぼ同時にギリシャの戦いに参戦し、イタリアと他のドイツの同盟国は両作戦を支援した。ドイツ軍とイタリア軍は約2週間でユーゴスラビアを侵略し、イギリス側の支援があったにもかかわらず、ギリシャも4月末までに制圧された。イタリアは両国の一部を支配するようになり、新たに成立したクロアチア独立国の王にはサヴォイア家のトミスラヴ2世が選任された。
バトル・オブ・ブリテンが熾烈を極めた1940年9月になると、スエズ運河の確保を目論んだイタリアはリビアからエジプト侵攻を開始した。イタリア軍は9月16日までに国境を越えて60マイル進撃したが、イギリス軍が12月にコンパス作戦を発動し、翌年2月までにイタリア第10旅団を分離させて捕らえ、リビア奥深くへ侵入した。リビア陥落はドイツのゾネンブルーメ作戦により阻止され、枢軸軍の攻勢によりイギリス側はエジプトへ後退しエル・アラメインの戦いが起きる1942年7月まで留まっていた。同年11月、ヴィシー・フランス支配下にあったモロッコとアルジェリアに対する連合軍のトーチ作戦は二正面戦線を生み出した。これを受けてイタリア・ドイツ両軍はチュニジアへ向かったが、エジプト方面の部隊は間もなくリビアへの大幅な後退を強いられ、1943年5月にチュニジアの枢軸軍はついに降伏を余儀なくされた。
一方、東アフリカ戦線は英領ケニア・ソマリランド・スーダンにイタリアが侵攻したことで始まった。イタリア軍は1940年8月のソマリランドの戦いにて勝利を収めたが、翌年の春にイギリス軍の反撃を受けてイタリア領東アフリカまで押し返された。1941年5月5日には、ハイレ・セラシエ1世が自らの王位を取り戻すために亡命先からアディスアベバへ戻り、11月にはイタリア最後の組織的抵抗がゴンダールの戦いにて潰えた。しかし東アフリカでの降伏後も、一部のイタリア人は1943年10月まで続いたゲリラ戦に従事していた（詳細はエチオピアにおけるイタリアのゲリラ戦）。

### 植民地帝国の終焉

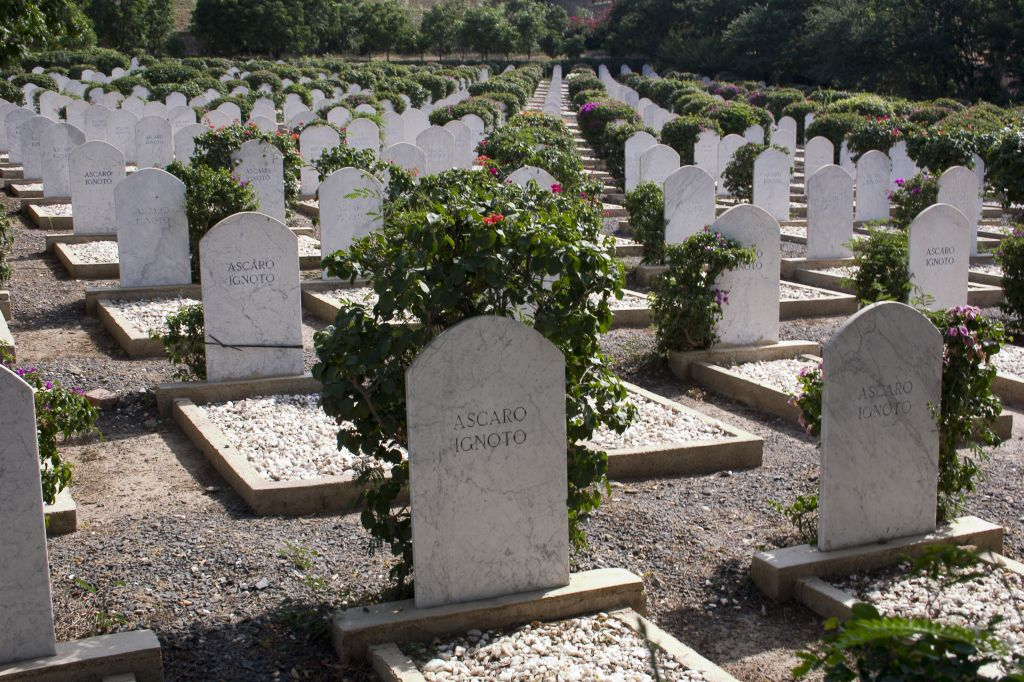
エリトリアのケレンにあるイタリアの戦没者墓地

1943年の秋までには、イタリア帝国とそのファシストの幻想はすべて、事実上終わっていた。チュニジア戦役での枢軸軍の降伏とその近隣の他戦線における一連の逆転敗北を受け、ヴィットーリオ・エマヌエーレ3世は5月7日にムッソリーニの解任を企図した。ハスキー作戦の後にはムッソリーニへの支持はほとんど消失しており、7月24日に開かれたファシズム大評議会では彼に不信任案を突きつけるグランディ決議が下された。「ドゥーチェ」は退任させられ、翌日の午後に国王の指示により逮捕された。その後ムッソリーニは、ヒトラーの命令でドイツ軍の落下傘部隊に救出され（9月12日のグラン・サッソ襲撃）、その後新たに樹立されたイタリア社会共和国の指導者となった。
7月25日以降、国王とピエトロ・バドリオ元帥下のイタリア新政府は、対外的には枢軸国側にとどまったが、秘密裏に連合国との交渉を始めた。連合国がイタリア侵攻を開始するサレルノ上陸前夜、イタリアと連合国は秘密裏にカッシビレ休戦協定を結び、9月8日に協定が公表されたことで枢軸国としてのイタリア王国は降伏した。これを受けてドイツ軍は、アルバニアやユーゴスラビア、ドデカネス諸島など、依然イタリアが領有していた地域に対して攻撃し、そのイタリア支配を終わらせた。一方、ドデカネス諸島戦役においてイタリア軍の協力を得てドデカネスを奪還する連合軍の試みは失敗し、ドイツ側の完全な勝利に終わった。中国方面では、休戦の報を受けた大日本帝国陸軍が天津にあるイタリアの租界を占領し、その後1944年7月に、イタリア社会共和国が日本の傀儡政権である汪兆銘政権に対して租界の支配権を公式に返還し、軍の駐留権も放棄した。
ムッソリーニは北イタリア国民解放委員会（CLNAI）による1945年4月25日の死刑宣告を受けてスイスへの逃亡を図ったが、途中のコモ湖にてパルチザンに捕らえられ、4月28日に銃殺された。終戦後の1946年6月2日には、王政廃止に関する国民投票および制憲議会の選挙によって今日のイタリア共和国が成立し、新生イタリア共和国は1947年の講和条約の結果として、正式にその海外植民地をすべて放棄した。最後のイタリア植民地としてのトリポリタニア（イタリア領リビア）を維持するための議論もあったものの、これは最終的に失敗した。しかし1949年11月、イギリス軍政下にあった旧ソマリランドはイタリア統治下で10年間の信託統治領となることが国連総会にて決定され、その後1960年7月1日にソマリアは英領ソマリランドと合併し、独立したソマリア連邦共和国となった。